# Janet Planet
Janet Planet ist ein US-amerikanischer Spielfilm von Annie Baker aus dem Jahr 2023. Das Drama stellt eine Mutter und ihre 11-jährige Tochter in den Mittelpunkt, die im Verlauf eines Sommers die Bekanntschaft mit drei rätselhaften Erwachsenen machen. Die Hauptrollen übernahmen Julianne Nicholson und Zoe Ziegler. Die Uraufführung fand Anfang September 2023 im Rahmen des Telluride Film Festivals statt. Die internationale Premiere erfolgte Mitte Februar 2024 bei der 74. Berlinale.

## Handlung
Massachusetts im Jahr 1991: Die Akupunkteurin Janet und ihre 11-jährige Tochter Lacy leben in einem Haus im Wald im ländlichen Westen des US-Bundesstaates. Es ist der Sommer, bevor das rothaarige Mädchen in die sechste Klasse versetzt wird. Lacy trägt eine Brille und ist schweigsam, nimmt aber ihre Umwelt aufmerksam wahr. Während die Monate vergehen, treten zeitweise drei rätselhafte Erwachsene in Janets und Lacys Leben. Dabei handelt es sich um romantische Beziehungen oder um wiedergewonnene Freunde. Lacy beginnt in dieser Zeit allmählich die Welt zu begreifen und ihren Platz darin zu finden.

## Hintergrund

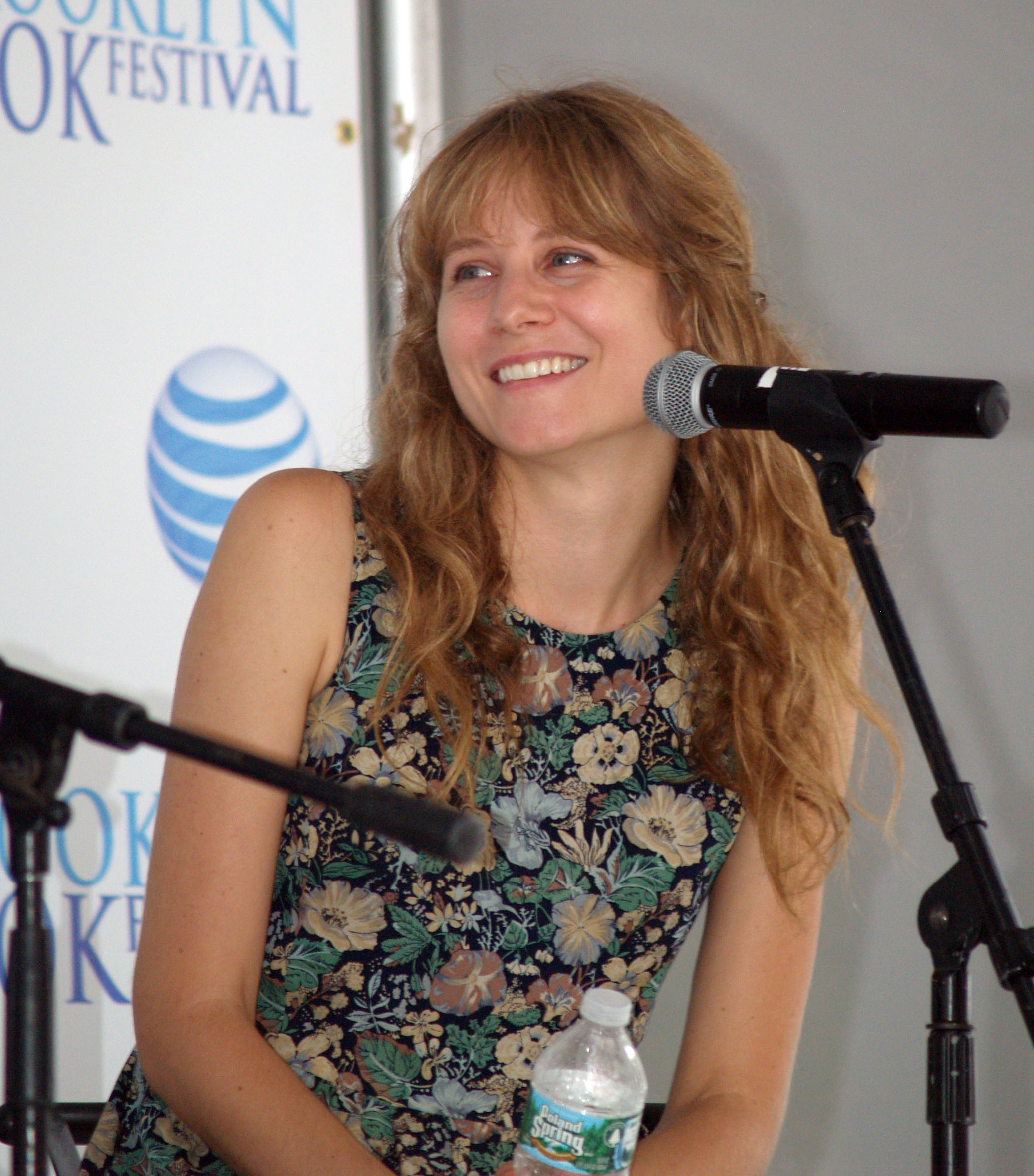
Annie Baker (2014)

Janet Planet ist das Regiedebüt der preisgekrönten US-amerikanischen Dramatikerin Annie Baker, für das sie auch das Drehbuch verfasste. Ihr Theaterstück The Flick war im Jahr 2014 mit dem Pulitzer-Preis ausgezeichnet worden. Für die Hauptrollen verpflichtete sie Julianne Nicholson als Mutter Janet sowie die im Kino noch unerfahrene Kinderdarstellerin Zoe Ziegler als deren Tochter Lacy. In weiteren Nebenrollen agierten Elias Koteas, Sophie Okonedo und Will Patton. Okonedo pries im Rückblick die Zusammenarbeit mit Baker.
Die Dreharbeiten sollten ab Anfang Juni 2022 in Boston beginnen. Als Drehort fungierte unter anderem Anfang August die Hampshire Mall in Hadley. Weitere Aufnahmen waren Mitte desselben Monats für zwei Tage in der Mount Pollux Conservation Area südlich von Amherst geplant. Dieser Drehort wurde als „einer der ganz besonderen Orte“ für Regisseurin Baker bezeichnet, der auch einen 360-Grad-Blick auf die Umgebung bot. Bis Anfang Dezember desselben Jahres war der Dreh abgeschlossen. Als Kamerafrau wurde die Schwedin Maria von Hausswolff verpflichtet. Für den Schnitt zeichnete Lucian Johnston verantwortlich. Produziert wurde Janet Planet unter anderem von Dan Janvey für die US-amerikanische Gesellschaft A24.

## Veröffentlichung und Rezeption
Die Premiere von Janet Planet erfolgte am 1. September 2023 auf dem 50. Filmfestival von Telluride (Colorado). Auch wurde Bakers Debütfilm in das Hauptprogramm (Main Slate) des im September/Oktober 2023 stattfindenden New York Film Festivals aufgenommen. Dort wurde das Werk vorab als „großartiger Debütfilm“ angepriesen sowie dessen „surreale Ruhe“ hervorgehoben. Ebenfalls gelobt wurde das unsentimentale Spiel der beiden Hauptdarstellerinnen Julianne Nicholson und Zoe Ziegler sowie die Leistungen von Elias Koteas, Sophie Okonedo und Will Patton.
Auf der Website Rotten Tomatoes erhielt der Film bei Kritikern eine Zustimmungsrate von 81 Prozent bei über 20 ausgewerteten englischsprachigen Rezensionen. Dies führte zu einer Durchschnittswertung von 8 von 10 möglichen Punkten. Auf der Website Metacritic erhielt Janet Planet einen Metascore von 81 von 100 möglichen Punkten, basierend auf ebenfalls mehr als einem halbes Dutzend ausgewerteten englischsprachigen Kritiken. Dies entspricht allgemeine Anerkennung („universal acclaim“).
Eine reguläre Kinoauswertung in den USA ist im Verleih von A24 geplant.
Die internationale Premiere fand am 16. Februar 2024 bei der 74. Berlinale statt. Der Film wurde dort in die Sektion Panorama aufgenommen.